# Керстен, Курт
Курт Керстен (нем. Kurt Kersten; 19 апреля 1891, Вельхайден близ Касселя, Германия, — 18 мая 1962, Нью-Йорк, США) — немецкий историк, писатель, публицист и журналист.

## Биография

### Юность и учёба
Курт Конрад Николаус Керстен был сыном Марты Керстен, урождённой Кнауст, и Кристофа Керстена, владевших обширной крестьянской усадьбой, которая была в семейной собственности более 400 лет.
С 1897 года Керстен посещал частную школу Карла Хенкеля в Касселе. В 1910 году получил аттестат зрелости в кассельской гимназии Вильгельма. Затем изучал историю и немецкую филологию в Мюнхене и Берлине и в феврале 1914 года получил степень доктора magna cum laude, защитив диссертацию «„Генриада“ Вольтера в немецкой критике долессинговского периода».
Уже в студенческие годы Керстен публиковал статьи в журнале Pan, который редактировал театральный критик Альфред Керр. «Это переросло в верную дружбу, которую они оба поддерживали до эмиграции», — вспоминала его сестра Элизабет Керстен (1893—1979).

### Первая мировая война
Во время Первой мировой войны Керстена призвали в артиллерию. Он воевал в России и Франции. Его сестра писала об участии брата в битве при Камбре: «Керстен участвовал в первом танковом сражении 20 апреля 1917 года. Он передал свои дневники в архив Потсдама, рассчитывая, что они будут представлять большой интерес для военных историков…». В конце 1917 года был произведен в лейтенанты. 8 августа 1918 года был тяжело ранен в ногу у Амьена, его батарея уничтожена. С войны он вернулся с Железными крестами I и II класса. Пережитое на этой войне укрепило его пацифистские убеждения.

### Берлин
«Война» — так называлась «первая народная книга о великой войне», в 1929 году изданная Куртом Клебером в Международном рабочем издательстве, в которой напечатано «Наступление на Восток» из военного дневника Курта Керстена. О его публицистической расплате с ложным героизмом войны, испытанным им на собственном опыте, свидетельствует очерк «О „геройской смерти“», опубликованный в журнале Die Aktion Франца Пфемферта (1919, № 14/15).
Обширнейшая литературная и журналистская деятельность Керстена расцвела после провалившейся Ноябрьской революции. В 1919—1920 годах он работал над журналом Der Mitmensch о социалистической литературе, которых было издано всего 12 номеров. Его редактировал Артур Зеехоф, журналист из Касселя, вынужденный эмигрировать в 1933 году. В 1921 году в Международном объединении издательств вышла написанная Керстеном биография «Европейский революционер: Георг Форстер (1754—1794)».
С 1926 по 1933 год Керстен заведовал литературным отделом берлинской газеты Welt am Abend.
Он также публиковал произведения на историческую и современную тематику, такие как: «Москва — Ленинград. Зимнее путешествие» (1924), «Московский процесс над эсерами 1922 года» (1925), «Фридерикус и его народ. Документы из старой Пруссии» (1925), «Бисмарк и его время» (1930).
Отчасти в сотрудничестве с советским полпредством он выпустил в издательстве ДФА книги «Сегодняшняя Россия. 1917—1922» (нем. Das heutige Russland 1917-1922; 1923, в 2 томах) и «Большая политика держав в мировой войне» (нем. Die große Politik der Mächte im Weltkrieg; 1930, в 6 томах). В том же издательстве им в 1926 году на основе подробных архивных набросков была опубликована «Исповедь» Михаила Бакунина на немецком языке.
В 1928 году Э. Лаубом в Берлине был опубликован в переводе Керстена роман братьев Гонкур «Жермини Ласерте».
В 1932 году Керстен начал работу над книгой «1848 год. Немецкая революция» (нем. 1848. Die deutsche Revolution), опубликованной в марте 1933 года берлинским издательством Густава Кипенхойера.
В мае 1933 года нацисты включили книгу Керстена «Бисмарк и его время» в списке книг, подлежащих сожжению.
Керстен жил с Мартой Давид, урождённой Криштеллер, в Шарлоттенбурге, пока они вместе не эмигрировали 27 июня 1934 года в Прагу.

### Пражское изгнание
14 апреля 1937 года Керстена лишили немецкого гражданства. Элизабет Керстен, которая после работы в берлинском издательстве ДФА с 1934 года была редактором «Сельскохозяйственного еженедельника Кургессена и Вальдека», по её собственному заявлению, «годами находилась под надзором гестапо».
Керстен публиковался почти во всех немецких эмигрантских газетах и журналах. В анкете Немецкой академии языка и поэзии он перечислил издания, в которых появились его основные работы между 1933 и 1940 годами: Prager Tagblatt, Bohemia, Der Sozialdemokrat, Arbeiter-Illustrierte, Das Wort, Internationale Literatur, Volkszeitung, Basler Nationalzeitung, Pariser Tageblatt, Neues Tagebuch, Die Zukunft, Neue deutsche Blätter. Его книга «Петр Великий. О сущности и причинах исторического величия» была опубликована в 1935 году амстердамским издательством Querido Verlag.
Насколько важно было для Керстена продолжать свою литературную деятельность, несмотря на постоянную неустойчивую экономическую ситуацию, становится ясно из письма в Американскую гильдию немецкой культурной свободы — организацию по поддержке изгнанных авторов, написанного 31 июля 1937 года: «Возм. пособие позволило бы мне в тиши написать новую историческую книгу, то есть исследовать источники, что крадет очень много времени, получать материал из других стран, работать совершенно безмятежно, не прерывая то и дело без нужды свою работу, потому что иначе я был бы вынужден заняться кропотливым журналистским трудом».

### Парижская пора
Как явствует из его писем, Керстен появился в Париже в первой половине 1937 года. Весной того же года знаменитый трактат Вилли Мюнценберга о национал-социалистическом влиянии на массы «Пропаганда как оружие» под редакцией Керстена был опубликован в парижском издательстве Carrefour.
Позднее в письме журналисту Манфреду Джорджу Керстен поручил ему написать в своем некрологе, что «Вилли Мюнценберг был человеком, который имел для меня огромное значение, и что я остался ему верен. Ты также должен сказать, что „Пропаганду как оружие“ написал я». И далее подчеркнул: «Также я никогда не забывал своих русских друзей, убитых Сталиным».
В марте 1938 года он вновь находился в Париже и из-за произошедшего аншлюса не смог вернуться в Прагу. В то время Керстен опубликовал книгу «Под знаменами свободы. Немецкие добровольцы в истории», а затем в издательстве Себастьяна Бранта «Немецкий календарь свободы на 1939 год». В него вошли статьи Томаса Манна («О будущих победах демократии»), Якоба Гримма («О моем увольнении», 1837, отрывок), Альфреда Дёблина («10 ноября 1918»), Лиона Фейхтвангера (препринт из романа «Изгнание»), самого Керстена («Пути свободной немецкой буржуазии»), а также препринты Эмиля Юлиуса Гумбеля, Эмиля Людвига, Рене Шикеле и других.

### Мартиника
После начала Французской кампании Керстен был интернирован как «враждебный иностранец». Он был разлучен с Мартой Давид и, сменив несколько лагерей, сумел попасть на грузовое судно, «которое якобы шло в Америку. Однако его перехватил французский корабль, и им пришлось идти на Мартинику».
Во второй половине 1940 года он достиг Мартиники, принадлежавшей вишистской Франции, так что Керстен рассматривался там как нежелательный иностранец. Несмотря на все усилия его друзей в США, ему не удалось получить разрешение на въезд из-за американских иммиграционных правил и из-за того, что у него больше не было никаких документов. Поэтому ему пришлось претерпеть тяжелые условия жизни на Мартинике, постоянно опасаясь отправки обратно во Францию и выдачи гестапо.

### Нью-Йорк
Только в 1946 году истощенный Керстен прибыл в Соединённые Штаты Америки и смог снова увидеть Марту Давид. В том же году они поженились. В Нью-Йорке он стал редактором еженедельной газеты Aufbau, основанной немецко-еврейскими иммигрантами, в которой работал до самой смерти.
Помимо многих газетных статей, Керстен опубликовал: «Конец Вилли Мюнценберга. Жертва Сталина и Ульбрихта» (Deutsche Rundschau, 1957, вып. 5), биографию «Кругосветный морелаватель. Иоганн Георг Адам Форстер. 1754—1794». Также опубликованы Керстеном в новых, частично переработанных изданиях: «Петр Великий. О сомнительности исторического величия», «Немецкая революция 1848—1849 гг.» и, под редакцией и с предисловием Керстена, «Артур Розенберг: происхождение и история Веймарской республики».
18 мая 1962 года Курт Керстен умер в Нью-Йорке. По желанию Керстена его прах был захоронен в Кассель-Вельхайдене.
В 2009 году решением городского совета могила Курта Керстена была признана почитаемой могилой города Касселя.

## Избранные сочинения

### Автор
- Ein europäischer Revolutionär. Georg Forster. — Berlin, 1921.
- Fridericus Rex und die Krise des Absolutismus. — Berlin, 1922.
- Moskau — Leningrad. Eine Winterfahrt. — Frankfurt a. M., 1924.
- Der Moskauer Prozess gegen die Sozialrevolutionäre 1922. — Berlin, 1925.
- Fridericus und sein Volk. Dokumente aus dem alten Preussen. — Berlin, 1925.
- Wilhelm Liebknecht (1826—1900). Redner der Revolution. — Bd. 5. — Berlin, 1925.
- Bismarck und seine Zeit. — Berlin, 1930.
- 1848. Die deutsche Revolution. — Berlin, 1933 (Frankfurt a. M., 1955).
- Des Gottes Geißel. Der Kanzler des 2. Reiches. — Genf, 1934.
- Peter der Große. Vom Wesen und den Ursachen historischer Größe. — Amsterdam, 1935 (Nürnberg, 1951; Frankfurt a. M., 1954).
- Unter Freiheitsfahnen. Deutsche Freiwillige in der Geschichte. — Paris, 1938.
- Das Mädchen von Curaçao. — Viernheim, 1956.
- Der Weltumsegler. Johann Georg Adam Forster 1754—1794. — Bern, 1957.

### Ответственный редактор
- Das heutige Russland 1917—1922. — 2 Bände. — Berlin, 1923.
- Georg Forster: Revolutionsbriefe. — Berlin, 1925.
- Fridericus und sein Volk. Dokumente aus dem alten Preußen. — Berlin, 1925.
- Michael Bakunins Beichte aus der Peter-Pauls Festung an Zar Nikolaus I. — Berlin, 1926 (Frankfurt a. M., 1973).
- Deutscher Freiheits-Kalender 1939/1940. — Paris, 1938/1939.
- Arthur Rosenberg: Entstehung und Geschichte der Weimarer Republik. — Frankfurt a. M., 1955.

#### В соавторстве
- Rétif de la Bretonne. Revolutionsnächte (Les Nuits de Paris). — München, 1920.
- Die große Politik der Mächte im Weltkrieg. — 3 Teile in 6 Bänden. — Berlin, 1930.

### Переводчик
- Goncourt, Edmond und Jules de. Germinie Lacerteux. — Berlin, 1928.